# Тип Л (граната)

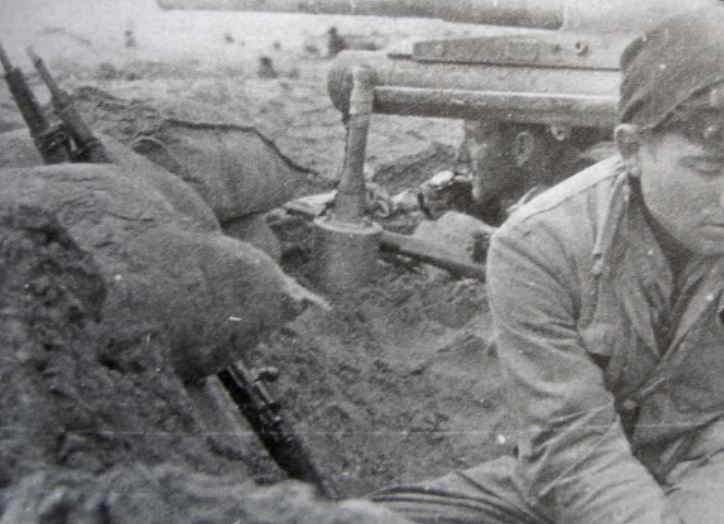

Тип Л (Tipo L) — итальянская ручная противотанковая граната, состоявшая на вооружении Королевской итальянской армии в годы Второй мировой войны.
Тип L практически представляет собой гранату OTO Mod. 35 (с механизмом ударного типа), помещённую в красный цилиндрический контейнер, заполненный зарядом в 1500 г тротила, и с деревянной ручкой для облегчения броска.
Граната предназначена для использования против транспортных средств и танков. Целью гранаты по сути, былa порча гусеницы танка с целью обездвижить его, поскольку заряд был недостаточным для его уничтожения, но делал его уязвимым для подрыва танка более мощным фугасным зарядом или поражения его зажигательными гранатами.
Перед броском гранаты этого типа необходимо было снять металлический язычок-предохранитель в основании цилиндра, содержащего взрывной заряд, затем крепко удерживая ручку, удалить штифт в основании ручки. Когда граната бросается, эта проволока отпускает второй предохранитель.

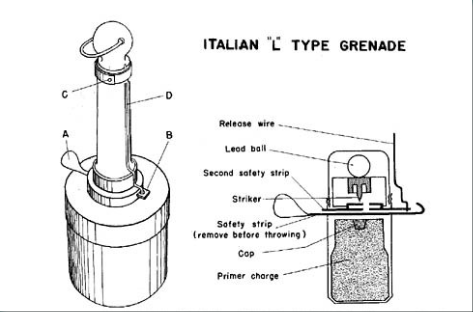
На верхней части корпуса имеется язычок (a) для снятия предохранительного штифта и небольшая металлическая полоса (b), выступающая из основания рукоятки. Эта полоса является вторым предохранителем. Металлическая полоса (b) удерживается в положении проволокой (d) со стороны ручки. Эта проволока в свою очередь удерживается лентой, закрепленной штифтом (с).